# صداء (الأفلاج)
صداء، تعتبر من القرى الأثرية الواقعة في الأفلاج إحدى محافظات مدينة الرياض.

## موقع صداء
تقع شرق ساقية آل ناهض بالبديع، وتمتاز بكثرة الحصون والقصور والأبراج، وقد بناها بنو الحريش بن كعب بن ربيعة، وتتصف بوفرة مياهها وعذوبتها، حتى أنهُ ضرب بها المثل في حلاوة مياهها؛ فتقول العرب:«ماء ولا كصداء ونبت ولا كالسعدان».

## صداء والشعراء
- يقول الشاعر بشار الحرشي:

- يقول الشاعر ضرار بن عمرو السعدي:

- يقول الشاعر آدم بن شدقم العنبري:

- يقول الشاعر أبو الفتح البستي:

## انظر ايضاً
- الأفلاج
- قائمة آثار محافظة الأفلاج

## وصلات خارجية
- ماءُ ولا كصدّاء ومرعًى ولا كالسعدان.